# Porodittia triandra
Porodittia triandra är en toffelblomsväxtart som först beskrevs av Antonio José Cavanilles, och fick sitt nu gällande namn av George Don jr. Porodittia triandra ingår i släktet Porodittia och familjen toffelblomsväxter. Inga underarter finns listade i Catalogue of Life.